# Poul Bjørnholdt Løhde
Poul Bjørnholdt Løhde (født 6. december 1950 i Middelfart) var politimester i Nyborg fra 1995 til 2002, da han fik posten som politimester i Esbjerg. Endvidere var han formand for Foreningen af Politimestre i Danmark 2002-2007. 
Han stoppede juli 2015 som politidirektør i Fyns Politi.